# Lista nagród i wyróżnień Angeliny Jolie
| Angelina Jolie w 2010 roku        |            |           |
| Nagroda                           | Zwycięstwa | Nominacje |
| Nagroda Akademii Filmowej         | 1          | 2         |
| Złoty Glob                        | 3          | 7         |
| Nagroda BAFTA                     | 0          | 2         |
| Nagroda Gildii Aktorów Ekranowych | 2          | 4         |

Poniższa lista obejmuje nagrody i wyróżnienia przyznane amerykańskiej aktorce i reżyserce, Angelinie Jolie. Otrzymała Nagrodę Akademii Filmowej za kreację pacjentki szpitala psychiatrycznego w Przerwanej lekcji muzyki, trzy Złote Globy i dwie Nagrody Gildii Aktorów Ekranowych. Uznanie otrzymała za role Cornelli Wallace w George’u Wallasie i supermodelki Gii Carangi w Gii. Za kolejne wcielenia, Mighty Heart w Cenie odwagi i Christine Collins w Oszukanej, była nominowana do szeregu nagród filmowych, w tym Oscara dla najlepszej aktorki pierwszoplanowej. Jolie została również uhonorowana MTV Movie Award, dwiema statuetkami People’s Choice Award i czterema Teen Choice Awards, które zawdzięczała swojej pracy w filmach akcji, m.in.: Sky Kapitan i świat jutra, Pan i pani Smith, Wanted – Ścigani oraz Turyście. Uhonorowano ją licznymi nagrodami za działalność humanitarną.

## Główne nagrody i wyróżnienia
| Rok | Oznacza rok, w którym przyznano nagrodę |

### Nagroda Akademii Filmowej
| Rok  | Nominowane dzieło       | Kategoria                         | Wynik     |
| ---- | ----------------------- | --------------------------------- | --------- |
| 2000 | Przerwana lekcja muzyki | najlepsza aktorka drugoplanowa    | Wygrana   |
| 2009 | Oszukana                | najlepsza aktorka pierwszoplanowa | Nominacja |

### Nagroda BAFTA
| Rok  | Nominowane dzieło           | Kategoria                         | Wynik     |
| ---- | --------------------------- | --------------------------------- | --------- |
| 2008 | Oszukana                    | najlepsza aktorka pierwszoplanowa | Nominacja |
| 2018 | Najpierw zabili mojego ojca | najlepszy film nieanglojęzyczny   | Nominacja |

### Złoty Glob
| Rok  | Nominowane dzieło           | Kategoria                                                             | Wynik     |
| ---- | --------------------------- | --------------------------------------------------------------------- | --------- |
| 1997 | George Wallace              | najlepszej aktorka drugoplanowa w miniserialu lub filmie telewizyjnym | Wygrana   |
| 1998 | Gia                         | najlepsza aktorka w miniserialu lub filmie telewizyjnym               | Wygrana   |
| 1999 | Przerwana lekcja muzyki     | najlepsza aktorka drugoplanowa                                        | Wygrana   |
| 2007 | Cena odwagi                 | najlepsza aktorka w filmie dramatycznym                               | Nominacja |
| 2008 | Oszukana                    | najlepsza aktorka w filmie dramatycznym                               | Nominacja |
| 2010 | Turysta                     | najlepsza aktorka w filmie komediowym lub musicalu                    | Nominacja |
| 2011 | Kraina miodu i krwi         | najlepszy film nieanglojęzyczny                                       | Nominacja |
| 2018 | Najpierw zabili mojego ojca | najlepszy film nieanglojęzyczny                                       | Nominacja |

### Nagroda Emmy
| Rok  | Nominowane dzieło | Kategoria                                                               | Wynik     |
| ---- | ----------------- | ----------------------------------------------------------------------- | --------- |
| 1997 | George Wallace    | najlepsza aktorka drugoplanowa w miniserialu lub filmie telewizyjnym    | Nominacja |
| 1998 | Gia               | najlepsza aktorka pierwszoplanowa w miniserialu lub filmie telewizyjnym | Nominacja |

### Nagroda Gildii Aktorów Ekranowych
| Rok  | Nominowane dzieło       | Kategoria                                                    | Wynik     |
| ---- | ----------------------- | ------------------------------------------------------------ | --------- |
| 1998 | Gia                     | wybitny występ aktorki w miniserialu lub filmie telewizyjnym | Wygrana   |
| 1999 | Przerwana lekcja muzyki | wybitny występ aktorki w roli drugoplanowej                  | Wygrana   |
| 2007 | Cena odwagi             | wybitny występ aktorki w roli pierwszoplanowej               | Nominacja |
| 2008 | Oszukana                | wybitny występ aktorki w roli pierwszoplanowej               | Nominacja |

## Inne nagrody i wyróżnienia

### Blockbuster Entertainment Awards
| Rok  | Nominowane dzieło       | Kategoria                              | Wynik     |
| ---- | ----------------------- | -------------------------------------- | --------- |
| 1999 | Przerwana lekcja muzyki | ulubiona aktorka drugoplanowa – dramat | Wygrana   |
| 1999 | Kolekcjoner kości       | ulubiona aktorka – napięcie            | Nominacja |
| 2000 | 60 sekund               | ulubiona aktorka – akcja               | Wygrana   |

### Empire Awards
| Rok  | Nominowane dzieło       | Kategoria         | Wynik     |
| ---- | ----------------------- | ----------------- | --------- |
| 1999 | Przerwana lekcja muzyki | najlepsza aktorka | Nominacja |
| 2007 | Cena odwagi             | najlepsza aktorka | Nominacja |
| 2008 | Oszukana                | ulubiona aktorka  | Nominacja |

### MTV Movie Award
| Rok  | Nominowane dzieło       | Kategoria                                        | Wynik     |
| ---- | ----------------------- | ------------------------------------------------ | --------- |
| 2001 | Lara Croft: Tomb Raider | najlepsza aktorka                                | Nominacja |
| 2001 | Lara Croft: Tomb Raider | najlepsza walka                                  | Nominacja |
| 2005 | Pan i pani Smith        | najlepsza walka                                  | Wygrana   |
| 2005 | Pan i pani Smith        | najlepszy filmowy pocałunek (z Bradem Pittem)    | Nominacja |
| 2007 | Beowulf                 | najlepszy czarny charakter                       | Nominacja |
| 2008 | Wanted – Ścigani        | najlepsza aktorka                                | Nominacja |
| 2008 | Wanted – Ścigani        | najlepszy filmowy pocałunek (z Jamesem McAvoyem) | Nominacja |
| 2008 | Wanted – Ścigani        | najlepszy moment WTF                             | Nominacja |
| 2010 | Salt                    | największy twardziel                             | Nominacja |

### NAACP Image Awards
| Rok  | Nominowane dzieło   | Kategoria                            | Wynik     |
| ---- | ------------------- | ------------------------------------ | --------- |
| 2007 | Cena odwagi         | najlepsza aktorka w filmie           | Nominacja |
| 2011 | Kraina miodu i krwi | najlepszy film zagraniczny           | Wygrana   |
| 2011 | Kraina miodu i krwi | najlepsza reżyseria – teatr lub film | Nominacja |

### Nickelodeon Kids’ Choice Awards
| Rok  | Nominowane dzieło       | Kategoria                  | Wynik     |
| ---- | ----------------------- | -------------------------- | --------- |
| 2001 | Lara Croft: Tomb Raider | najlepsza bohaterka        | Nominacja |
| 2015 | Czarownica              | najlepsza aktorka filmowa  | Nominacja |
| 2015 | Czarownica              | najlepszy czarny charakter | Wygrana   |

### People’s Choice Award
| Rok  | Nominowane dzieło         | Kategoria                                       | Wynik     |
| ---- | ------------------------- | ----------------------------------------------- | --------- |
| 2004 | Sky Kapitan i świat jutra | ulubiona aktorka w filmie akcji                 | Wygrana   |
| 2005 | Pan i pani Smith          | ulubiona aktorka w filmie akcji                 | Nominacja |
| 2005 | Pan i pani Smith          | ulubiona aktorka filmowa                        | Nominacja |
| 2005 | Pan i pani Smith          | ulubione ekranowe dopasowanie (z Bradem Pittem) | Nominacja |
| 2008 | Wanted – Ścigani          | ulubiona aktorka w filmie akcji                 | Wygrana   |
| 2008 | Wanted – Ścigani          | ulubiona aktorka filmowa                        | Nomiancja |
| 2010 | Salt                      | ulubiona gwiazda akcji                          | Nomiancja |
| 2010 | Salt                      | ulubiona aktorka filmowa                        | Nomiancja |
| 2014 | Czarownica                | ulubiona aktorka w filmie akcji                 | Nominacja |
| 2014 | Czarownica                | ulubiona aktorka filmowa                        | Nominacja |

### Złota Malina
| Rok  | Nominowane dzieło                                  | Kategoria         | Wynik     |
| ---- | -------------------------------------------------- | ----------------- | --------- |
| 2001 | Lara Croft: Tomb Raider i Grzeszna miłość          | najgorsza aktorka | Nominacja |
| 2002 | Co za życie                                        | najgorsza aktorka | Nominacja |
| 2003 | Bez granic i Lara Croft Tomb Raider: Kolebka życia | najgorsza aktorka | Nominacja |
| 2004 | Aleksander i Złodziej życia                        | najgorsza aktorka | Nominacja |

### Nagroda Satelita
| Rok  | Nominowane dzieło           | Kategoria                                               | Wynik     |
| ---- | --------------------------- | ------------------------------------------------------- | --------- |
| 1998 | Gia                         | najlepsza aktorka w miniserialu lub filmie telewizyjnym | Wygrana   |
| 2007 | Cena odwagi                 | najlepsza aktorka w filmie dramatycznym                 | Nominacja |
| 2008 | Oszukana                    | najlepsza aktorka w filmie dramatycznym                 | Wygrana   |
| 2018 | Najpierw zabili mojego ojca | najlepszy film zagraniczny                              | Nominacja |

### Saturn
| Rok  | Nominowane dzieło         | Kategoria                           | Wynik     |
| ---- | ------------------------- | ----------------------------------- | --------- |
| 2001 | Lara Croft: Tomb Raider   | najlepsza aktorka                   | Nominacja |
| 2004 | Sky Kapitan i świat jutra | najlepsza aktorka drugoplanowa      | Nominacja |
| 2008 | Oszukana                  | najlepsza aktorka                   | Wygrana   |
| 2010 | Salt                      | najlepsza aktorka                   | Nominacja |
| 2015 | Czarownica                | najlepsza aktorka                   | Nominacja |
| 2015 | Niezłomny                 | najlepszy film akcji lub przygodowy | Wygrana   |

### Teen Choice Awards
| Rok  | Nominowane dzieło       | Kategoria                                                     | Wynik     |
| ---- | ----------------------- | ------------------------------------------------------------- | --------- |
| 1999 | Przerwana lekcja muzyki | ulubiona aktorka filmowa                                      | Nominacja |
| 1999 | Przerwana lekcja muzyki | najlepszy filmowy wybuch złości                               | Nominacja |
| 2001 | Lara Croft: Tomb Raider | ulubiona aktorka filmowa                                      | Nominacja |
| 2004 | Złodziej życia          | ulubiona filmowa scena grozy                                  | Nominacja |
| 2005 | Pan i pani Smith        | ulubiona aktorka filmu akcji / filmu przygodowego / thrillera | Wygrana   |
| 2005 | Pan i pani Smith        | ulubiona chemia filmowa                                       | Nominacja |
| 2005 | Pan i pani Smith        | ulubiona scena taneczna                                       | Nominacja |
| 2005 | Pan i pani Smith        | ulubiony kłamca filmowy                                       | Wygrana   |
| 2005 | Pan i pani Smith        | ulubiony pocałunek pocałunek                                  | Nominacja |
| 2005 | Pan i pani Smith        | najlepsza filmowy łomot                                       | Wygrana   |
| 2007 | Cena odwagi             | ulubiona aktorka dramatu                                      | Nominacja |
| 2008 | Oszukana                | ulubiona aktorka dramat                                       | Nominacja |
| 2010 | Salt                    | aktorka lata                                                  | Nominacja |
| 2010 | Turysta                 | ulubiona aktorka filmu akcji                                  | Wygrana   |
| 2014 | Czarownica              | ulubiona aktorka filmu akcji                                  | Nominacja |

### Nagroda krytyków filmowych
| Rok  | Nominowane dzieło           | Kategoria                                                                             | Wynik     |
| ---- | --------------------------- | ------------------------------------------------------------------------------------- | --------- |
| 1999 | Przerwana lekcja muzyki     | Chicago Film Critics Association Award dla najlepszej aktorki drugoplanowej           | Nominacja |
| 1999 | Przerwana lekcja muzyki     | Critics’ Choice Movie Award dla najlepszej aktorki drugoplanowej                      | Wygrana   |
| 1999 | Przerwana lekcja muzyki     | San Diego Film Critics Society Award dla najlepszej aktorki drugoplanowej             | Nominacja |
| 2007 | Cena odwagi                 | Chicago Film Critics Association Award dla najlepszej aktorki                         | Nominacja |
| 2007 | Cena odwagi                 | Critics’ Choice Movie Award dla najlepszej aktorki                                    | Nominacja |
| 2007 | Cena odwagi                 | Dallas–Fort Worth Film Critics Association Award dla najlepszej aktorki               | Nominacja |
| 2007 | Cena odwagi                 | Houston Film Critics Society Award dla najlepszej aktorki                             | Nominacja |
| 2007 | Cena odwagi                 | London Film Critics’ Circle Award dla aktorki roku                                    | Nominacja |
| 2008 | Oszukana                    | African-American Film Critics Association Award dla najlepszej aktorki                | Wygrana   |
| 2008 | Oszukana                    | Chicago Film Critics Association Award dla najlepszej aktorki                         | Nominacja |
| 2008 | Oszukana                    | Critics’ Choice Movie Award dla najlepszej aktorki                                    | Nominacja |
| 2008 | Oszukana                    | Houston Film Critics Society Award dla najlepszej aktorki                             | Nominacja |
| 2008 | Oszukana                    | International Online Film Critics’ Poll Award dla najlepszej aktorki pierwszoplanowej | Nominacja |
| 2008 | Oszukana                    | London Film Critics’ Circle Award dla aktorki roku                                    | Nominacja |
| 2008 | Oszukana                    | St. Louis Film Critics Association Award dla najlepszej aktorki pierwszoplanowej      | Nominacja |
| 2011 | Kraina miodu i krwi         | Women Film Critics Circle Award dla najlepszej narratorki                             | Nominacja |
| 2014 | Niezłomny                   | Critics’ Choice Movie Award dla najlepszego reżysera                                  | Nominacja |
| 2014 | Niezłomny                   | Critics’ Choice Movie Award dla najlepszego filmu                                     | Nominacja |
| 2018 | Najpierw zabili mojego ojca | Critics’ Choice Movie Award dla najlepszego filmu nieanglojęzycznego                  | Nominacja |

### Nagrody festiwali filmowych
| Rok  | Nominowane dzieło       | Kategoria                                                                               | Wynik   |
| ---- | ----------------------- | --------------------------------------------------------------------------------------- | ------- |
| 1998 | Gia                     | L.A. Outfest Grand Jury Award for Outstanding Actress in a Feature Film                 | Wygrana |
| 1999 | Przerwana lekcja muzyki | Hollywood Film Festival Award for Actress of the Year                                   | Wygrana |
| 1999 | Przerwana lekcja muzyki | ShoWest Convention Supporting Actress of the Year                                       | Wygrana |
| 2006 | Dobry agent             | Berlin International Film Festival Silver Bear for Outstanding Artistic Achievement     | Wygrana |
| 2007 | Cena odwagi             | Santa Barbara International Film Festival Award for Outstanding Performance of the Year | Wygrana |
| 2014 | Niezłomny               | Heartland Film Festival Truly Moving Picture Award                                      | Wygrana |

### Inne nagrody filmowe
| Rok  | Nominowane dzieło           | Kategoria                                                                      | Wynik     |
| ---- | --------------------------- | ------------------------------------------------------------------------------ | --------- |
| 1997 | George Wallace              | CableAce Award for Best Supporting Actress in a Movie or Miniseries            | Nominacja |
| 1998 | Gra w serca                 | National Board of Review of Motion Pictures Breakthrough Performance Award     | Wygrana   |
| 2005 | Pan i pani Smith            | NRJ Ciné Award for Best Fight                                                  | Wygrana   |
| 2005 | Pan i pani Smith            | NRJ Ciné Award for Best Kiss (z Bradem Pittem)                                 | Wygrana   |
| 2007 | Cena odwagi                 | Independent Spirit Award for Best Female Lead                                  | Nominacja |
| 2008 | Oszukana                    | Golden Schmoes Award for Best Actress of the Year                              | Nominacja |
| 2008 | Oszukana                    | Irish Film & Television Best International Actress Award – People’s Choice     | Nominacja |
| 2008 | Oszukana                    | Italian Online Movie Award for Best Actress                                    | Nominacja |
| 2008 | Wanted – Ścigani            | National Movie Award for Best Performance – Female                             | Nominacja |
| 2008 | Wanted – Ścigani            | Scream Award for Best Actress in a Fantasy Movie or TV Show                    | Wygrana   |
| 2010 | Salt                        | Alliance of Women Film Journalists EDA Award for Best Female Action Star       | Nominacja |
| 2010 | Salt                        | Rembrandt Award for Best International Actress                                 | Wygrana   |
| 2011 | Kraina miodu i krwi         | Cinema for Peace Award for Most Valuable Movie of the Year                     | Wygrana   |
| 2011 | Kraina miodu i krwi         | Cinema for Peace Honorary Award for Opposing War and Genocide                  | Wygrana   |
| 2011 | Kraina miodu i krwi         | Producers Guild of America Stanley Kramer Award                                | Wygrana   |
| 2011 | Kung Fu Panda 2             | Alliance of Women Film Journalists EDA Award for Best Animated Female          | Nominacja |
| 2011 | Kung Fu Panda 2             | Behind the Voice Actors Awards Best Female Vocal Performance in a Feature Film | Nominacja |
| 2011 | Kung Fu Panda 2             | Behind the Voice Actors Awards Best Vocal Ensemble in a Feature Film           | Wygrana   |
| 2011 | Kung Fu Panda 2             | BTVAA Peoples' Choice Best Female Vocal Performance in a Feature Film          | Wygrana   |
| 2014 | Niezłomny                   | American Film Institute Movie of the Year                                      | Wygrana   |
| 2014 | Niezłomny                   | National Board of Review Top 10 Film of the Year                               | Wygrana   |
| 2017 | Najpierw zabili mojego ojca | Hollywood Film Awards for Hollywood Foreign Language Film Award                | Wygrana   |
| 2017 | Najpierw zabili mojego ojca | National Board of Review Freedom of Expression Award                           | Wygrana   |
| 2017 | Najpierw zabili mojego ojca | Online Film Critics Society for Best Foreign Language Film                     | Nominacja |
| 2018 | Najpierw zabili mojego ojca | ASC Award for Board of Directors                                               | Wygrana   |
| 2018 | Najpierw zabili mojego ojca | Women’s Image Network Awards for Best Foreign Language Film                    | Nominacja |

## Nagrody za działalność humanitarną i inne

### Nagroda Akademii Filmowej
| Rok  | Kategoria                                              | Wynik   |
| ---- | ------------------------------------------------------ | ------- |
| 2013 | Nagroda za działalność humanitarną im. Jeana Hersholta | Wygrana |

### Alliance of Women Film Journalists EDA Awards
| Rok  | Kategoria                                                                | Wynik     |
| ---- | ------------------------------------------------------------------------ | --------- |
| 2007 | Alliance of Women Film Journalists EDA Award for Humanitarian Activism   | Wygrana   |
| 2008 | Alliance of Women Film Journalists EDA Award for Humanitarian Activism   | Nominacja |
| 2009 | Alliance of Women Film Journalists EDA Award for Humanitarian Activism   | Nominacja |
| 2010 | Alliance of Women Film Journalists EDA Award for Humanitarian Activism   | Nominacja |
| 2011 | Alliance of Women Film Journalists EDA Award for Humanitarian Activism   | Wygrana   |
| 2013 | Alliance of Women Film Journalists EDA Award for Female Icon of the Year | Wygrana   |
| 2014 | Alliance of Women Film Journalists EDA Award for Female Icon of the Year | Nominacja |

### Inne nagrody
| Rok  | Kategoria                                                                                     | Wynik      |
| ---- | --------------------------------------------------------------------------------------------- | ---------- |
| 2002 | Church World Service Immigration and Refugee Program Humanitarian Award                       | Nagrodzona |
| 2003 | United Nations Correspondents Association’s Sergio Vieira de Mello Citizen of the World Award | Nagrodzona |
| 2004 | Premiere Women in Hollywood Icon Award                                                        | Nagrodzona |
| 2005 | United Nations Association of the United States of America’s Global Humanitarian Action Award | Nagrodzona |
| 2007 | International Rescue Committee’s Freedom Award                                                | Nagrodzona |
| 2007 | Glamour Inspiration Award                                                                     | Nagrodzona |
| 2007 | Women Film Critics Circle Award for Acting and Activism                                       | Nagrodzona |
| 2011 | Sarajevo Film Festival Heart of Sarajevo Honorary Award                                       | Nagrodzona |
| 2014 | Honorary Dame Commander of the Order of St Michael and St George (DCMG)                       | Nagrodzona |
| 2015 | Living Legend of Aviation Award for Aviation Inspiration and Patriotism                       | Nagrodzona |
| 2015 | Named by Equality Forum as one of their 31 Icons of their 2015 LGBT History Month             | Nagrodzona |
| 2015 | WSJ. Magazine Innovator Award for Entertainment and Film                                      | Nagrodzona |